# ستيفان دالما
ستيفان دالما (16 فبراير 1979

 في تور) (بالفرنسية: Stéphane Dalmat)‏ لاعب كرة قدم فرنسي يلعب حاليا في نادي الدرجة الأولى سوشو الفرنسي منذ 2007 في خط الوسط .

## المسيرة الرياضية
بدأ دالما مسيرته الرياضية في نادي شاتورو سنة 1997 حيث لعب أول مباراة رسمية في مواجهة نادي كان في 30 أغسطس . في السنة التالية انتقل دالما إلى نادي لنس من أجل اللعب في مركز الوسط المهاجم حيث بدئت تعقد المقارنات بينه وبين زين الدين زيدان . ساهم في تتويج نادي لنس ببطولة كأس الدوري الفرنسي موسم 1998/1999 . في سنة 1999 انتقل إلى نادي مرسيليا ولكنه قدمه أداء متذبذب بسبب اصرار المدرب الفرنسي بيرنارد كاسوني على اشراكه في مركز الظهير الأيسر . في سنة 2000 انتقل إلى نادي باريس سان جيرمان لكي يعود إلى مركزه الأساسي ويلعب بجانب علي بن عربية ولورينت روبرت . عند تعيين لويس فيرنانديز مدربا في ديسمبر 2000 قرر التخلي عن دالما لصالح نادي إنتر ميلان الإيطالي . عانى دالما طوال موسمين ونصف في سان سيرو لأنه لم ينجح في فرض نفسه في التشكيلة الأساسية . انتقل إلى نادي توتنهام هوتسبر بالإعارة في موسم 2003/2004 من أجل أن يكون أفضل بديل للأساسي الألماني كريستيان تزيغه . بسبب فقدان ثقة المدير الفني الإنجليزي ديفيد بليت فيه فإن دالما واصل تقديم الأداء السيء على ملعب وايت هارت لين على الرغم من كسبه حب المشجعين بسبب ديناميكيته داخل أرضية الملعب . شارك في أول مباراة رسمية مع نادي توتنهام هوتسبر في مواجهة نادي تشيلسي في 13 سبتمبر 2003 حيث حل بديلا وانتهت المباراة بالخسارة 2/4 . تعرض دالما للإصابة التي أبعدته لفترات متباعدة . سجل دالما هدفين لصالح نادي توتنهام هوتسبر في مرمى وولفرهامبتون واندررز وبرمنغهام سيتي في ديسمبر 2003 ويناير 2004 حيث انتهت المباراتين بالفوز 5/2 و4/1 . في صيف 2004 انتقل إلى نادي تولوز بالإعارة . قرر المدرب الفرنسي إريك مومبيرتس اشراك دالما في مركز الوسط الأيسر حيث شكل ثنائيا متفاهما مع المهاجم الفرنسي دانييل موريرا . الحظ الحسن لم يستمر مع دالما حيث تعرض إلى إصابة بكسر في عظم القدم في أكتوبر 2004 أمام نادي نانت وبالتالي غاب لعدة الأشهر وفقد النادي فرصته في المنافسة على أحد المراكز المؤهلة للمشاركة في إحدى البطولات الأوروبية . في 13 يوليو 2005 أعلن نادي ريسينغ سانتاندر الإسباني بأنه تعاقد مع دالما في صفقة انتقال حر مجاني موقعا على عقد يمتد لخمس سنوات . تلى هذا الأمر التعاقد مع شقيق ستيفان وهو ويلفريد . لم يستطع دالما الكبير تقديم الأداء المتوقع منه مما دعا رئيس النادي مانويل هويرتا لانتقاده قبل 4 أيام من رأس السنة الميلادية . ظهرب أثر هذا الانتقاد من خلال سلوك دالما في المباراة التالية في بطولة الدوري . في 14 أغسطس 2006 وقع دالما لصالح نادي بوردو في صفقة انتقال حر مجاني وفي السنة التالية انتقل إلى نادي سوشو .
شارك دالما مع منتخب فرنسا في 21 مباراة دولية من دون أن ينجح في تسجيل أي هدف .

## روابط خارجية
- ستيفان دالما على موقع رابطة كرة القدم الفرنسية للمحترفين (الإنجليزية)
- ستيفان دالما على موقع قاعدة بيانات كرة القدم.إي يو (الإنجليزية)
- ستيفان دالما على موقع ليكيب (الفرنسية)
- ستيفان دالما على موقع Soccerbase.com (لاعب) (الإنجليزية)
- ستيفان دالما على موقع عالم كرة القدم.نت (الإنجليزية)